# Jelení (Holčovice)

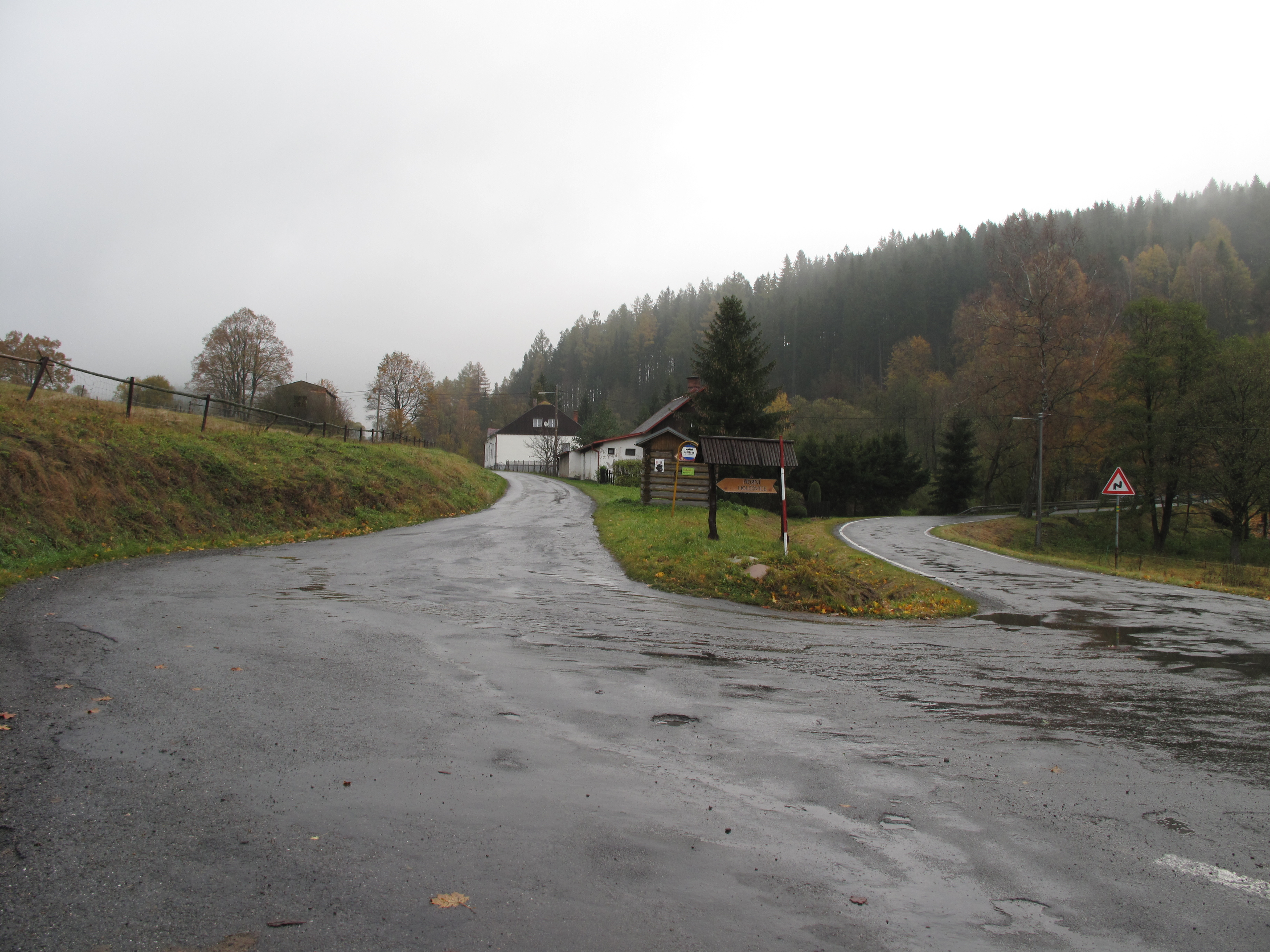
Abzweig nach Zadky

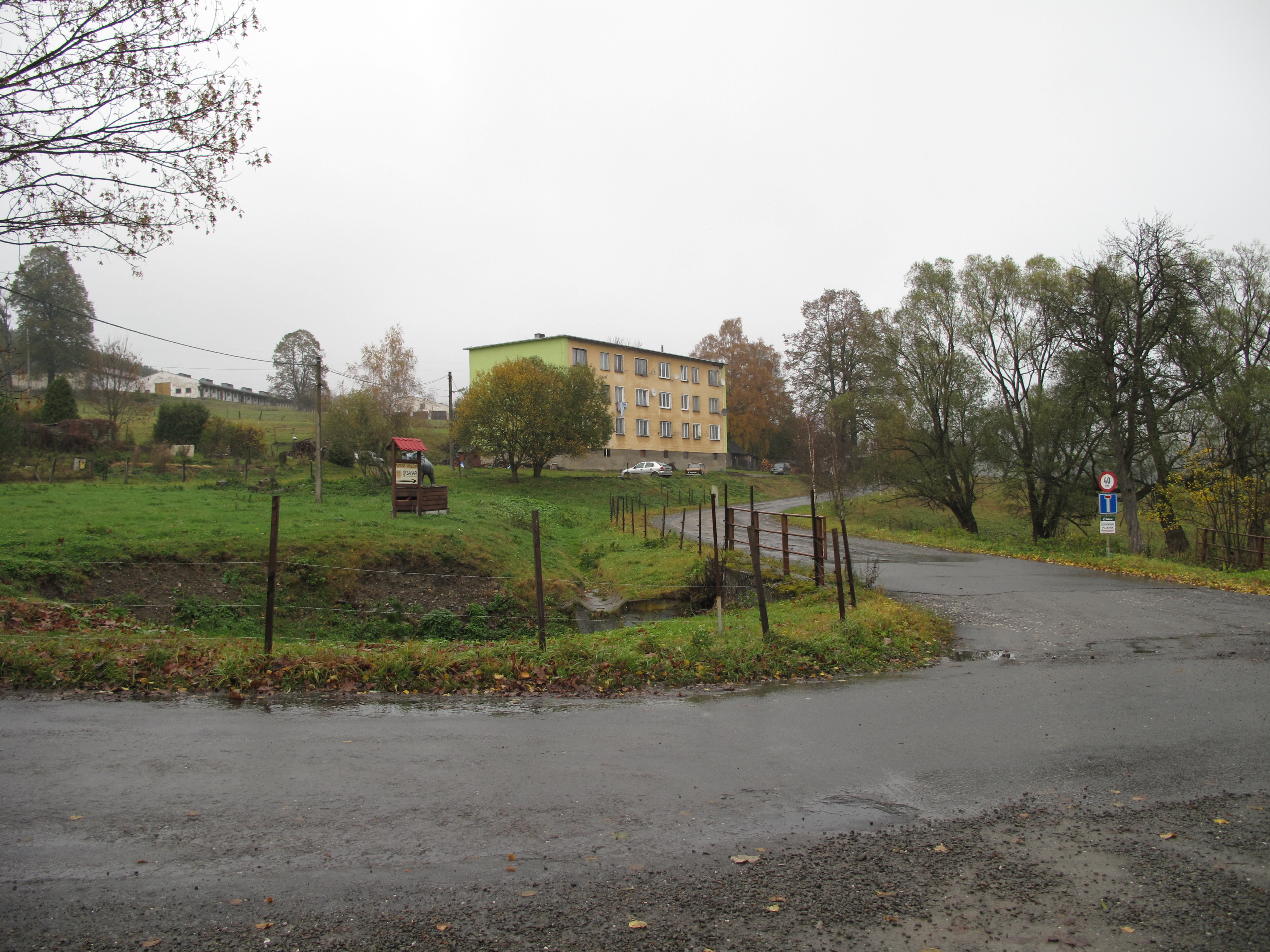
Wohnblock in Jelení

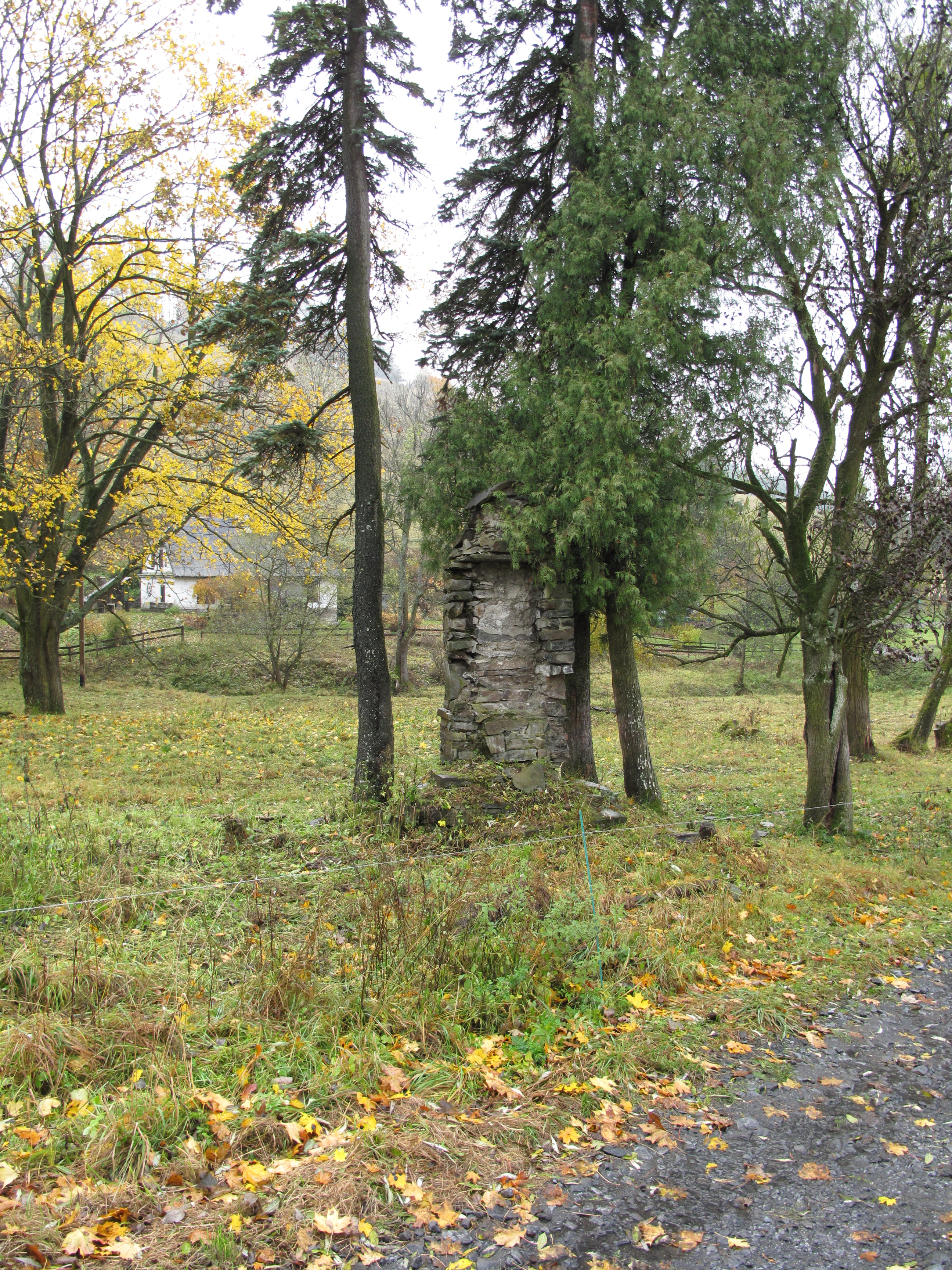
Torso des Kriegerdenkmals

Jelení, bis 1947 Hyršperk, (deutsch Hirschberg) ist ein Ortsteil der Gemeinde Holčovice (Hillersdorf) in Tschechien. Er liegt siebeneinhalb Kilometer südwestlich von Město Albrechtice (Olbersdorf) und gehört zum Okres Bruntál.

## Geographie
Jelení erstreckt sich in der Brantická vrchovina (Bransdorfer Hügelland) am Oberlauf des Baches Kobylí potok (Kobelfloß). Nördlich erhebt sich der Horní Holčovice (722 m. n.m.), im Osten der Nad alejí (743 m. n.m.) und die Bedřichova hora (Friedrichsberg, 745 m. n.m.), südöstlich die Strážná (730 m. n.m.), im Süden der Milíř (Köhlerstein, 698 m. n.m.), südwestlich der Jelení vrch (Hirschberg, 684 m. n.m.) und der Větrník (Langeberg, 843 m. n.m.), im Westen der Kamenec (763 m. n.m.) und nordwestlich der Moravský kopec (Mährenhübel, 782 m. n.m.). Auf der Gemarkung befindet sich eine der Quellen des Kobylí potok (Kobelfloß). Durch den Ort führt die Staatsstraße II/452 zwischen Holčovice und Karlovice (Karlsthal).
Nachbarorte sind Dolní Holčovice (Nieder-Hillersdorf) im Norden, Hejnov (Heindorf) im Nordosten, Dlouhá Ves (Langendorf) und Staré Purkartice (Alt Bürgersdorf) im Osten, Krasov (Kronsdorf) im Südosten, Nové Purkartice (Neu Bürgersdorf) und Karlovice im Süden, Nové Karlovice (Neu-Karlsthal), Zadní Ves (Hinterdorf) und Vrbno pod Pradědem (Würbenthal) im Südwesten, die Wüstung Adamov (Adamsthal) im Westen sowie Sokolí Důl (Eiben) und Horní Holčovice (Ober-Hillersdorf) im Nordwesten.

## Geschichte
Hirschberg wurde 1666 durch den Erbherrn der zum schlesischen Herzogtum Troppau gehörigen Herrschaft Gotschdorf, Christoph Bernhard Skrbenský von Hrzistie (Kryštof Bernard Skrbenský z Hříště) gegründet. Er gestattete am 29. August dieses Jahres die Errichtung des neuen Dorfes Hyrschberk auf seinem Grund im oberen Hirschgrund gegenüber dem oberen Ende von Hillersdorf. Er überließ jedem Siedler ein Grundstück von 15 Ruten Breite und 108 Ruten Länge; für die ersten Jahre befreite er die Siedler zudem von allen Verpflichtungen. Das neue Dorf erhielt einen größeren Teil der Kobelwiese in Erbpacht, dem Hillersdorfer Ortsrichter oblag die Aufsicht über die Pflege der Wiese durch die Bewohner von Hirschberg. Im Urbar der Herrschaft Gotschdorf von 1667 sind für Hirschberg 20 Siedler aufgeführt, von denen 17 deutsche Namen hatten.
Zu dieser Zeit setzte der Troppauer Herzog Karl Eusebius von Liechtenstein die Rekatholisierung der protestantischen Bevölkerung fort, blieb aber damit in der Herrschaft Gotschdorf wenig erfolgreich, da sich der ebenfalls protestantische Grundherr Christoph Bernhard Skrbenský diesem Bestreben widersetzte. Die 1670 vom Olmützer Jesuitenkollegium nach Gotschdorf entsandten Missionare Arnold Engel und Johann Pinter stießen auf ständigen passiven Widerstand. Nachdem Engel, der von den Protestanten „Jesu-Wüter“ genannt wurde, mit Hilfe der Jägerndorfer Dragoner die protestantischen Kirchen in Hillersdorf, Gotschdorf und Neudörfl sowie den Hillersdorfer Friedhof beschlagnahmen ließ und an die Katholiken übergab, legten die Dorfgemeinden Langendorf, Hirschberg, Hillersdorf, Kuttelberg, Neudörfl und Kreuzberg am 15. Dezember 1670 Protest ein und verwiesen auf die den Prostestanten 1605 durch den Kirchengründer Jaroslaus Skrbenský erteilten Privilegien. Der Prostest blieb erfolglos, auch dem Grundherrn Christoph Bernhard Skrbenský waren in dieser Sache die Hände gebunden. 1671 setzte das Olmützer Kollegiatstift Andreas von Eka als neuen Administrator für die „Ketzerherde“ in der Pfarrei Neudörfl ein. Er erhielt einen unfreundlichen Empfang und resignierte 1672 wegen Geldmangels. Im Karolinischen Kataster aus den 1730er Jahren sind für Hirschberg 28 Gärtner aufgeführt.
Die Bevölkerung von Langendorf, Hirschberg, Kuttelberg und Hillersdorf blieb mehrheitlich evangelisch, auch in Kammer und Heindorf hielt sich eine starke evangelische Minderheit. Ab 1760 wurde in Hirschberg Schulunterricht abgehalten, den auch die Kinder von Langendorf besuchten. Nach der Fertigstellung der neuen evangelischen Schule in Hirschberg im Jahre 1780 wurden dort auch die katholischen Kinder aus Langendorf unterrichtet. Am 27. November 1781 reiste Gottlieb Kaller aus Hirschberg als Teil einer dreiköpfigen Abordnung der Hillersdorfer Protestanten nach Troppau und übergab Kaiser Joseph II. ein Bittgesuch zum Bau eines Bethauses. 1782 wurde in Hillersdorf wieder eine evangelische Kirche errichtet, zu deren Pfarrsprengel auch Hirschberg zählte. Nach der 1786 erfolgten Gründung der katholischen Pfarrei Hillersdorf wurden die Hirschberger Katholiken von Neudörfl nach Hillersdorf umgepfarrt. 1828 entstand im Unterdorf von Langendorf eine katholische Schule für die Kinder der Katholiken aus Hirschberg und Langendorf.
Die Herren Skrbenský hielten die Herrschaft Gotschdorf über zweieinhalb Jahrhunderte;  1831 musste sie Karl Traugott Gabriel Skrbenský wegen Überschuldung an Karl von Strachwitz verkaufen.
Im Jahre 1835 standen in Hirschberg 80 Häuser mit 570 deutschsprachigen Einwohnern, davon 501 Protestanten und 69 Katholiken. Haupterwerbsquellen waren die Garnbleicherei, der Handel mit Garnen und Holzwaren sowie der wenig ertragreiche Ackerbau. Im Ort gab es zwei Schulen – eine evangelische und eine katholische. Die Angehörigen beider Konfessionen waren nach Hillersdorf gepfarrt. Die Nutzfläche umfasste 284 Joch Ackerland, 64 Joch Wald, 46 Joch Hutweiden und 40 Joch Wiesen. Nach dem Tode des Karl von Strachwitz ging die Herrschaft 1837 an dessen Schwiegersohn Heinrich von Arco über. Bis zur Mitte des 19. Jahrhunderts blieb Hirschberg der Herrschaft Gotschdorf untertänig.
Nach der Aufhebung der Patrimonialherrschaften bildete Hirschberg / Hiršperk ab 1849 mit dem Ortsteil Langendorf / Dlouhá Ves eine Gemeinde im Gerichtsbezirk Olbersdorf. Bis 1865 bestand ein gemeinsamer Schulsprengel mit Langendorf. 1866 wurde in Hirschberg ein evangelischer Friedhof geweiht. Ab 1869 gehörte Hirschberg zum Bezirk Jägerndorf. Zu dieser Zeit hatte das Dorf 587 Einwohner und bestand aus 84 Häusern. Im Jahre 1870 löste sich Langendorf von Hirschberg los und bildete eine eigene Gemeinde. 1872 wurde die Bezirksstraße von Nieder-Hillersdorf nach Karlsthal errichtet. Nach dem Inkrafttreten des Reichsvolksschulgesetzes wurde die evangelische Schule zunächst zur Privatschule, im Jahre 1875 jedoch zur öffentlichen Volksschule von Hirschberg erklärt. Die Freiwillige Feuerwehr wurde 1883 gegründet. 1891 entstand ein neues Schulhaus an der Hauptstraße. Im Jahre 1900 lebten in Hirschberg 459 Personen, 1910 waren es 458. Nach dem Ende des Ersten Weltkrieges 1918 wurde Hirschberg Teil der neugegründeten Tschechoslowakei. Beim Zensus von 1921 lebten in den 87 Häusern von Hirschberg / Hiršperk 402 Personen, darunter 399 Deutsche. Der tschechische Ortsname wurde 1924 zu Hyršperk abgeändert. Im Jahre 1930 bestand die Gemeinde Hirschberg aus 89 Häusern und hatte 367 Einwohner, davon 32 im Hinterwinkel und sieben in der Neuen Einsicht. 1939 lebten 353 Personen in dem Ort.  Nach dem Münchner Abkommen wurde die Gemeinde im Herbst 1938 dem Deutschen Reich zugesprochen und gehörte bis 1945 zum Landkreis Jägerndorf. Nach dem Ende des Zweiten Weltkrieges 1945 kam Hyršperk zur Tschechoslowakei zurück. Die deutschsprachige Bevölkerung wurde in dieser Zeit größtenteils vertrieben und der Ort nur schwach mit Tschechen und Griechen wiederbesiedelt. 1947 erfolgte die Umbenennung des Ortes in Jelení. 1950 lebten in den 31 Häusern von Jelení nur noch 31 Personen. Die meisten Häuser des Dorfes blieben unbewohnt und verfielen. In den 1950er Jahren wurde ein Großteil der Häuser, darunter fast das gesamte Unterdorf, abgerissen. Zum 1. Januar 1951 erfolgte die Eingemeindung nach Holčovice. Mit Beginn des Jahres 1961 wurde Jelení in den Okres Bruntál umgegliedert. Im Jahre 1970 hatte Jelení 70 Einwohner. 1991 bestand das Dorf aus sechs Wohnhäusern und hatte 20 Einwohner. Beim Zensus von 2011 lebten in den zwölf Häusern von Jelení 21 Personen. Den größten Teil der Gemarkung nimmt das Wildgehege Pod Jelením vrchem ein.

## Ortsgliederung
Zu Jelení gehören die Ortslagen Nová Samota (Neue Einsicht) und Zadky (Hinterwinkel). Der Ortsteil Jelení bildet den Katastralbezirk Jelení u Holčovic.

## Sehenswürdigkeiten
- Torso des Gedenksteins für die Gefallenen des Ersten Weltkrieges
- Privates Afrika-Museum „Safari“, auf dem Gelände eines Agrarunternehmens im nördlichsten Teil der Gemarkung. Schwerpunkt der Ausstellung sind Jagdtrophäen aus Afrika, afrikanische Kultur sowie eine Sammlung präparierter Singvögel[5]
- Zoopark Holčovice, er befindet sich neben dem Afrika-Museum und ist an dieses angeschlossen. Zu sehen sind Wasserbüffel, Wapitis, Damhirsche und einheimische Nutztiere.